# Steven Universe
Steven Universe (2013–2019) – amerykański serial animowany stworzony przez Rebeccę Sugar, byłą artystkę scenopisową, scenarzystkę oraz kompozytorkę, która wcześniej pracowała nad serialem Pora na przygodę. Został wyprodukowany przez Cartoon Network Studios. Jest to pierwsza produkcja tej wytwórni w całości stworzona przez kobietę.
Premiera serialu w Stanach Zjednoczonych miała miejsce 4 listopada 2013 roku na amerykańskim kanale Cartoon Network. W Polsce serial zadebiutował 16 sierpnia 2014 roku na antenie Cartoon Network. Serial zakończył emisję 21 stycznia 2019 na amerykańskim kanale Cartoon Network.

## Opis fabuły
Serial opisuje perypetie Stevena Universe’a, chłopca, który jest najmłodszym, a także jedynym męskim członkiem grupy rebeliantów zwanych Kryształowymi Klejnotami. Steven z początku nie był tak silny i mądry, jak jego towarzyszki: Ametyst, Granat i Perła. Szczególnie, że nie potrafił w pełni kontrolować swoich mocy, które swoje źródło mają w magicznym klejnocie znajdującym się na jego brzuchu, a także nie znał historii rasy Klejnotów. Jednakże, wraz z kolejnymi odcinkami rósł w siłę i rozwijał się, stając się jedną z najpotężniejszych postaci. Steven razem z resztą grupy wspólnie przeżywa niezwykłe przygody.

### Klejnoty
Jednym z głównych wątków w serii jest plan skolonizowania Ziemi przez Klejnoty. Jest to kosmiczna rasa żyjąca na planecie zwanej Homeworld. Klejnoty to długowieczne istoty, których ciała są iluzjami stworzonymi przez światło, dzięki czemu mogą dowolnie modyfikować swój wygląd. Choć teoretycznie nie posiadają płci, wszystkie określają się jako kobiety.
Każdy z Klejnotów posiada kryształ umieszczony w dowolnym miejscu na ciele. W przypadku otrzymania poważnych obrażeń powłoka cielesna znika, a po Klejnocie zostaje jedynie kryształ do czasu jego regeneracji. Kryształ jest też źródłem mocy, z którego dana postać wyciąga swoją broń.
Diamenty – na Homeworld władzę sprawują trzy Diamenty – Żółta, Niebieska oraz Biała. W odcinku Powrót na Księżyc dowiadujemy się, że do grupy w przeszłości należała również Różowa Diament, ale została ona rozbita przez Rose Quartz. Później jednak, okazało się, że tak naprawdę to Rose była Różową Diament, która pod postacią założycielki Kryształowych Klejnotów obróciła się przeciwko swojej rodzinie i upozorowała własną śmierć, rozpoczynając nowe życie. Pozostałe Klejnoty powstają w celu służenia Diamentom.
Perły – pełnią rolę służących. Każda Perła ma swojego właściciela (zwykle jest to arystokratyczny Klejnot), którego polecenia prawidłowo wykonuje. Ich wygląd charakteryzuje smukła sylwetka i długi, zadarty nos.
Perydoty – wykwalifikowani technicy i naukowcy. Ze względu na wyczerpujące się zasoby, Homeworld zaczął tworzyć Perydoty pozbawione większych mocy, co miały im wynagradzać ich technicznie umiejętności. W odcinku Krasnoludki okazuje się, że Perydot (członkini Kryształowych Klejnotów) może podnosić metalowe przedmioty siłą woli.
Szafiry – rzadkie Klejnoty, wysoko postawione w hierarchii. Cechują je unikalne zdolności, takie jak wizje najprawdopodobnej przyszłości.
Rubiny – żołnierze tworzeni w celu obrony Homeworld i ochrony wyżej postawionych klejnotów. Często działają w kilkuosobowych grupach. Sprawiają wrażenie śmiałych, ale niezbyt inteligentnych.
Hesonity – Silni, oraz wysoko postawieni generałowie armii klejnotów. Ich bronią jest miecz. Cechują się niezwykłą szybkością. Jest to pierwszy typ klejnotu, który wystąpił poza serialem. Zadebiutował w grze „Save the light”
Kwarce (Ametysty, Jaspisy, Różowe Kwarce, Agaty) – lojalni żołnierze o dość wysokiej pozycji (mogą między innymi kierować misją i wydawać rozkazy innym). Cechuje je dobrze zbudowana postura (wyjątkiem jest Ametyst, która jest niższa niż planowano, ale posiada wszystkie pozostałe właściwości Kwarcu). Oprócz tego, Agaty mogą pełnić funkcje nadzorcze.
Bizmuty – budowlańcy, odpowiedzialni za budowę różnych budynków należących do Klejntów. W odcinku Bizmut zostało wyjawione, że jedna z nich należała do Kryształowych Klejnotów.
Lapis Lazuli – Klejnoty, których funkcją jest zmiana niekorzystnych warunków naturalnych planet na warunki pozwalające założyć nową kolonię.
Cyrkony – Klejnoty służące w sądzie. W zależności od przydzielonej im strony, mogą pełnić funkcję oskarżyciela lub obrońcy.
Topazy – Klejnoty pełniące rolę strażników oraz ochroniarzy.
Spinel – Wyjątkowy klejnot, który odgrywał rolę błazna dla Różowego Diamentu. Została ona porzucona i chciała się zemścić, ale ostatecznie zamieszkała razem z Diamentami.
W serialu pojawiają się też inne klejnoty (Akwamaryn, Rutyl i Szmaragd), jednak ich funkcje nie zostały jak dotychczas wyjaśnione.

## Bohaterowie
- Steven Kwarc Universe – główny bohater kreskówki, najmłodszy członek drużyny Kryształowych Klejnotów – ma 14 lat. Jest niski i ma krępą budowę ciała. Ubiera się w czerwoną koszulkę ze złotą gwiazdą pośrodku, niebieskie dżinsy i czerwone sandały. Jego klejnot to różowy diament, który jest umiejscowiony na jego pępku. Owy diament jest także pamiątką po jego matce, Różowej Diament znanej głównie jako Rose Kwarc, która była dawniej przywódczynią grupy Kryształowych Klejnotów, a jeszcze wcześniej jedną z władczyń Homeworldu. Steven Jest entuzjastyczny i uzdolniony muzycznie. Uwielbia śpiewać i grać na swoim ukulele. Za broń służy mu różowa tarcza ze wzorem róży.
- Ametyst – impulsywny i porywczy klejnot należący do Kryształowych Klejnotów. Posiada długie i blado-fioletowe włosy, które zasłaniają jej lewe oko. Ma duże usta i liliowo-fioletową skórę oraz masywniejszą budowę ciała niż inne Kryształowe Klejnoty. Ubiera się w ciemnofioletową koszulkę bez ramiączek z czarnym stanikiem pod spodem, białe buty, czarne legginsy z dziurami w kształcie gwiazdy na kolanach. Jej klejnot to ametyst, który znajduje się nad jej piersiami. Jest głośna i pełna uśmiechu. Często ulega Stevenowi i spędza z nim czas. Nie znosi porządku. Czasami buntuje się przeciwko Klejnotom. W przeciwieństwie do pozostałych Kryształowych Klejnotów powstała na Ziemi. Jako broń ma ciemnofioletowy bat z odłamkami ametystu na całej długości, który wyciąga z klejnotu.
- Granat – imponująca i zdyscyplinowana „wojowniczka” należąca do Kryształowych Klejnotów. Ma jasnobordową skórę, a jej czarne włosy ułożone są w sposób przypominający kwadratowe afro. Ubiera się w czarny, fioletowy, różowy oraz bladoróżowy kombinezon, dodatkowo na klatce piersiowej widnieje symbol gwiazdy. Ma troje oczu w kolorach: czerwony, niebieski i fioletowy, które zasłaniają jasne gogle. Jest fuzją dwóch klejnotów Szafir i Rubin, które znajdują się na wewnętrznych stronach jej dłoni. Jest poważna i nie mówi zbyt wiele, ale troszczy się o Stevena. Jej bronią są duże rękawice.
- Perła – precyzyjny i pełen intelektu klejnot należący do Kryształowych Klejnotów. Ma bardzo szczupłą budowę ciała oraz skórę w odcieniu bieli. Jej krótkie, zaczesane do tyłu włosy są w kolorze pastelowego blondu. Ubiera się niebieski top z żółtą gwiazdką, jasnoróżowe szorty pod półprzezroczystą błękitną spódniczką, błękitne buty oraz bladozielone skarpetki. Jej klejnot to ogromna perła, która znajduje się na jej czole. Jest perfekcjonistką. Wkłada dużo myśli i rozumu do jej planów i działań. Jest bardzo taktowna i potrafi się kontrolować, ale często zostaje wyprowadzona z równowagi przez Ametyst i Stevena. Jej broń to biała włócznia ze spiralnym bladobłękitnym grotem.
- Connie – młoda, nieśmiała i mądra dziewczyna, przyjaciółka Stevena, nosi okulary, ale przestała je nosić, gdy Steven uzdrowił jej wzrok. Swój czas wolny spędza na nauce gry na skrzypcach, a także na grze w tenisa oraz lekcjach walki mieczem z Perłą.

## Fuzje
Bardzo ważnym elementem serialu jest fuzja. Jest to zjawisko połączenia się dwóch lub więcej klejnotów, w trakcie tańca. Z ich połączenia powstaje nowy, o zupełnie innym wyglądzie i możliwościach, takich jak potężniejsza broń. Spośród licznych fuzji, do najważniejszych w kreskówce należą:
- Stevonnie – fuzja Stevena i Connie. Pierwsza w kreskówce połączenie pół-klejnotu i pół-człowieka z człowiekiem. Jest typem wolnego ducha. Ma cechy zarówno od chłopca, jak i od dziewczyny – lubi dobrą zabawę, jest przyjacielska, uprzejma, nieporadna i inteligenta. Jej bronią jest tarcza Stevena oraz miecz Rose Kwarc.
- Opal – fuzja Ametyst i Perły. Jest Małomówna, ale za to opanowana i precyzyjna. Jej bronią jest łuk, będący połączeniem bata i włóczni
- Sugilit – fuzja Granat i Ametyst. Jest połączeniem charakterów obu klejnotów – lekkomyślna wojowniczka. Jej bronią jest cep będący złączeniem pięści i bata
- Sardonyks – fuzja Perły i Granat. Ma prezencję typową dla iluzjonistów czy artystów scenicznych. Wszystko co robi traktuje jako show, w którym ma za cel rozbawić swoją publiczność. Rozgadana, nieskromna, a do tego uważa się za silną elegancką i inteligentną. Jej bronią jest młot będący połączeniem włóczni i pięści.
- Kwarc Dymny – fuzja Ametyst i Stevena. Bardzo radosna. Często żartuje, śmieje się i popisuje swoimi zdolnościami. Jej bronią jest jojo będące połączeniem bata i tarczy.

Mniej znanymi są:
- Kamień Słoneczny – fuzja Stevena i Granat. Jej bronią są przyssawki będące połączeniem tarczy i pięści.
- Kwarc Tęczowy – fuzja Perły i Rose Kwarc. Jej bronią jest parasol będący połączeniem włóczni i tarczy.
- Kwarc Tęczowy 2.0 – fuzja Perły i Stevena. Jest to połączenie dwóch tych samych klejnotów jak powyższym przypadku, tylko, że jej wygląd i osobowość jest zupełnie inna. Jej bronią jest także parasol.
- Mega Perła – fuzja Perły i Różowej Perły (Białej Perły). Jej bronią jest szarfa na kiju. Po pierwszym ukazaniu fuzji oko Różowej Perły nie było pokazywane już więcej. Możliwe, że zostało ono wyleczone.
- Obsydian- fuzja Granat, Ametyst, Perły i Stevena

## Obsada

### Główni
- Zach Callison – Steven Universe
- Michaela Dietz – Ametyst
- Estelle – Granat
- Deedee Magno – Perła
- Shelby Rabara – Perydot
- Jennifer Paz – Lapis Lazuli
- Grace Rolek - Connie

### Drugoplanowi
- Kimberly Brooks – Jaspis
- Eugene Cordero – Jamie
- Joel Hodgson – burmistrz Bill Dewey
- Billy Merritt – Fryman
- Kate Micucci – Sadie
- Matthew Moy – Lars
- Tom Scharpling – Greg Universe
- Atticus Shaffer – Peedee Fryman

## Wersja polska

### Steven Universe(odcinki 1–42)
Opracowanie i udźwiękowienie wersji polskiej: Studio Sonica

Reżyseria: Jerzy Dominik

Dialogi: Joanna Kuryłko

Dźwięk: Maciej Brzeziński

Kierownictwo muzyczne: Marek Krejzler

Teksty piosenek: Marek Krejzler

Organizacja produkcji: Dorota Furtak-Masica

W rolach głównych:
- Maciej Falana – Steven Universe (odc. 1-12, 16)
- Jan Rotowski – Steven Universe (odc. 13-15, 17-42)
- Brygida Turowska –
  - Ametyst,
  - Opal (odc. 12),
  - Sugilit (odc. 20),
  - Pacjentka w serialu „Pod nóż” (odc. 32),
  - Aleksandryt (odc. 32),
  - Mały Ronaldo (odc. 41)
- Agnieszka Kudelska –
  - Granat,
  - Aleksandryt (odc. 32),
  - Mały Lars (odc. 41)
- Katarzyna Łaska – 
  - Perła,
  - Holo-Perła (odc. 16),
  - Aleksandryt (odc. 32),
  - Mały Lokaj w serialu „Mały Lokaj” (odc. 42)
- Andrzej Chudy –
  - Greg Universe,
  - Lewek (odc. 10, 13, 16, 17, 23, 26, 35),
  - Gra „Drogowy zabójca” (odc. 11),
  - Gra „Zbieg dla dorosłych” (odc. 13),
  - Lektor filmu „Samotne Ostrze IV” (odc. 16),
  - Narrator zwiastuna „Pieskopter 3” (odc. 17),
  - Yellowtail (odc. 15),
  - Lodowy potwór (odc. 23),
  - Hermit w filmie „Zły misiek 2” (odc. 41)
- Krzysztof Szczerbiński –
  - Lars Barriga,
  - Gra „Wściekłe nastolatki” (odc. 11),
  - Samotne Ostrze w filmie „Samotne Ostrze V” (odc. 16),
  - Jabłko w serialu „Płaczący śniadaniowi przyjaciele” (odc. 28),
  - Imprezowicz (odc. 36)
- Monika Ambroziak –
  - Sadie Miller,
  - Kiki Pizza (odc. 10),
  - Gruszka w serialu „Płaczący śniadaniowi przyjaciele” (odc. 28)
- Janusz Wituch –
  - Peedee Fryman,
  - Burmistrz Bill Dewey (odc. 6, 14, 21, 25-26),
  - Mieszkaniec Beach City (odc. 9),
  - Gra „Bokser” (odc. 11),
  - Śpiewający okoń (odc. 29),
  - Arbuzowe Steveny (odc. 34),
  - Imprezowicz (odc. 36)
- Dorota Furtak-Masica –
  - Connie Maheswaran,
  - Jenny Pizza (odc. 5),
  - Kiki Pizza (odc. 5),
  - Kotopalce (odc. 6),
  - Ludzie w lunaparku (odc. 8),
  - Gwary (odc. 9, 25),
  - Kobieta w serialu (odc. 27),
  - Imprezowiczka (odc. 36),
  - Córka w serialu „Mały Lokaj” (odc. 42)

W pozostałych rolach:
- Jerzy Dominik –
  - Pan Wymiotek (odc. 3),
  - Harold Smiley (odc. 5),
  - Wilk w grze „Wściekłe nastolatki” (odc. 11),
  - Brat Samotnego Ostrza w filmie „Samotne Ostrze V” (odc. 16),
  - Pan Fryman (odc. 26),
  - Narrator serialu „Płaczący śniadaniowi przyjaciele” (odc. 28),
  - Mężczyzna 2 w serialu „Mały Lokaj” (odc. 42)
- Leszek Zduń –
  - Jamie (odc. 3),
  - Gra „Mięsna Beat Mania” (odc. 11),
  - As w grze „Mini Golf” (odc. 19),
  - Pielęgniarz w serialu „Pod nóż” (odc. 32),
  - Krążek (odc. 33)
- Jakub Szydłowski –
  - Kwaśna Śmietana (odc. 5, 14, 21, 36),
  - Maszyna z ludzikami (odc. 15),
  - Doug Maheswaran, ojciec Connie (odc. 32),
  - Arbuzowe Steveny (odc. 34),
  - Mężczyzna 1 w serialu „Mały Lokaj” (odc. 42)
- Bartosz Martyna –
  - Ronaldo Fryman (odc. 6, 9-10, 26),
  - Ludzie w lunaparku (odc. 8),
  - Charakterny Hank Hackelshmidt (odc. 9),
  - Ciężarówa (odc. 9),
  - Buck Dewey (odc. 14, 21)
- Miłogost Reczek –
  - Harold Smiley (odc. 7-9, 11, 26, 34),
  - Ojciec Asa w grze „Mini Golf” (odc. 19),
  - Yellowtail (odc. 22, 26),
  - Niewidzialny potwór (odc. 30),
  - Arbuzowe Steveny (odc. 34),
  - Trener (odc. 39)
- Paweł Szczesny –
  - Pan Fryman (odc. 2, 5-6, 29),
  - Dziarski Dave Doober (odc. 9),
  - Pieskopter (odc. 35)
- Lidia Sadowa –
  - Jenny Pizza (odc. 14, 18, 26),
  - Jane (odc. 17),
  - Wielorybek (odc. 19),
  - Lekarka w serialu „Pod nóż” (odc. 32),
  - Priyanka Maheswaran, matka Connie (odc. 32),
  - Rose Kwarc (odc. 35),
  - Stevonnie (odc. 36),
  - Hoppie (odc. 33),
  - Osa 2 (odc. 39)
- Julia Kołakowska –
  - Cebula (odc. 15),
  - Lapis Lazuli (odc. 25-26)
- Anna Apostolakis – Nanefua Pizza (odc. 18)
- Joanna Pach –
  - Kiki Pizza (odc. 18),
  - Hopper (odc. 33),
  - Osa 1 (odc. 39)
- Zbigniew Suszyński – Kofi Pizza (odc. 18, 26)
- Bartłomiej Magdziarz –
  - Wafel w serialu „Płaczący śniadaniowi przyjaciele” (odc. 28),
  - Ronaldo Fryman (odc. 29, 31, 34, 41),
  - Kevin (odc. 36),
  - Imprezowicz (odc. 36),
  - Arbuzowe Steveny (odc. 34),
  - Lis (odc. 33)
- Agata Skórska –
  - Kobieta w serialu „Pod nóż” (odc. 32),
  - Imprezowiczka (odc. 36),
  - Perydot (odc. 37)

Wykonanie piosenek:
- „We are the Crystal Gems” (wersja 1): Maciej Falana, Agnieszka Kudelska, Katarzyna Łaska, Brygida Turowska (czołówka)
- „Kruchy kot”: Maciej Falana (odc. 1)
- „Let Me Drive My Van (into Your Heart)”: Andrzej Chudy, Maciej Falana (odc. 2)
- „The Serious Song”: Maciej Falana (odc. 8)
- „Giant Woman”: Maciej Falana (odc. 12)
- „Strong in the Real Way”: Katarzyna Łaska, Jan Rotowski (odc. 20)
- „The Donut Song”: Jakub Szydłowski (odc. 21)
- „Steven and the Stevens”: Jan Rotowski (odc. 22)
- „Ste-Ste-Ste Steven”: Jan Rotowski (odc. 22)
- „Big Fat Zucchini”: Jan Rotowski (odc. 22)
- „Steven and the Crystal Gems”: Katarzyna Łaska, Jan Rotowski, Brygida Turowska (odc. 22)
- „Dear Old Dad”: Andrzej Chudy, Jan Rotowski (odc. 27)
- „Be Wherever You Are”: Jan Rotowski (odc. 30)
- „Na szlaku”: Jan Rotowski, Brygida Turowska (odc. 40)
- „Li'l Butler Theme”: Paweł Szczesny (odc. 42)

Lektor: Jerzy Dominik

### Steven Universe(odcinki 43–160, S01–S05, S11)
Wersja polska: SDI Media Polska

Reżyseria: Agnieszka Zwolińska

Kierownictwo muzyczne: 
- Agnieszka Tomicka (odc. 43-45, 48-49, 52-53, 59, 61, 72, 74-75, 137, 142, 145, 149, 151-152, 154, 156, S01; tyłówka w odc. 52-103, 151-156; czołówka),
- Juliusz Kamil (odc. 63, 87, 94, 103, 107, 113, 118, 126, 135, S11)

Dialogi polskie: Anna Izdebska

Teksty piosenek:
- Marek Krejzler (odc. 157-160; czołówka),
- Krzysztof Pruśniewski (odc. 48-49, 52; tyłówka w odc. 52-62),
- Krzysztof Pieszak (odc. 53, 59, 61, S01),
- Agnieszka Zwolińska (odc. 87, 94, 103, 107, 113, 118, 126, 157-160, S11),
- Tomasz Robaczewski (odc. 149, 151-152, 154, 156),
- Elżbieta Pruśniewska

Nagranie dialogów:
- Łukasz Fober (odc. 85-97, 108, 110-146),
- Michał Wróblewski (odc. 85-109, 129-146, 157-160),
- Jakub Stadnik (odc. 85, 88, 91-92, 94-96),
- Alina Behnke (odc. 86-90, 93-96, 100-101, 104),
- Piotr Zygo (odc. 88-91, 93, 147-156),
- Magdalena Kasperek (odc. 94),
- Elżbieta Pruśniewska (odc. 98-109, 130, 133, 135-140, 142-144),
- Adam Łonicki (odc. 108, 111-128, 157-160),
- Mikołaj Urbański (odc. 111-112, 151-160)
- Kinga Zuchowicz-Pinilla (odc. 119-120, 122-128),
- Michał Muzyka (odc. 119-128),
- Sergio Pinilla Vásquez (odc. 119-128, 147-156),
- Mateusz Michniewicz (odc. 130, 133, 146-155, 157-160),
- Damian Zubczyński (odc. 147-153, 155)
- Jagoda Bogusz (odc. 157-160),
- Krzysztof Jaworski (odc. 157-160)

Nagranie piosenek:
- Łukasz Fober (odc. 103, 113, 118, 137, 142, 145),
- Mateusz Michniewicz (odc. 107),
- Kinga Zuchowicz-Pinilla (odc. 113),
- Sergio Pinilla Vásquez (odc. 118, S11),
- Elżbieta Pruśniewska (odc. 118),
- Mikołaj Urbański (odc. 142),
- Piotr Zygo (odc. 149, 151-152, 154, 156),
- Krzysztof Jaworski (odc. 157-160),
- Michał Wróblewski (odc. 157-160)

Koordynacja produkcji: Walentyna An

W wersji polskiej udział wzięli: 
- Jan Rotowski –
  - Steven Universe,
  - Percy, bohater serialu „Obozowy romans” (odc. 77, 100),
  - Arbuzowe Steveny (odc. 79, 156)
- Agnieszka Kudelska –
  - Granat,
  - Aleksandryt (odc. 79, 151-152, S04),
  - Obsydian (odc. 157-160)
- Brygida Turowska –
  - Ametyst,
  - Wojownik (odc. 59),
  - Opal (odc. 77),
  - Aleksandryt (odc. 79, 151-152, S04),
  - Kwarc Dymny (odc. 101, 105, 157-160),
  - Zupa (odc. 110),
  - Ametysty (odc. 117-118, 147),
  - Obsydian (odc. 157-160)
- Katarzyna Łaska – 
  - Perła,
  - Holo-Perły (odc. 59, 97, 107),
  - Żółta Perła (odc. 76, 118, 130, 154-155),
  - Niebieska Perła (odc. 114, 118, 130, 154-155),
  - Biała Perła (odc. 153, 155, 157-160),
  - Różowa Perła (odc. 155, 157-160),
  - Aleksandryt (S04)
- Andrzej Chudy –
  - Greg Universe,
  - Tłum (odc. 72)
- Dorota Furtak-Masica –
  - Connie Maheswaran,
  - Stevonnie (odc. 89, 96, 107, 139-140, 155-156),
  - Dziecko 2 (odc. 113),
  - Mieszkanka zoo (odc. 117),
  - Ametysty (odc. 118)
- Bartosz Martyna –
  - Doug Maheswaran, ojciec Connie (odc. 43),
  - Ronaldo Fryman (odc. 47, 53, 58, 86, 89-90, 121, 134, 144),
  - Yellowtail (odc. 119),
  - Dziarski Danny Doober (odc. 120),
  - Tłum (odc. 120)
- Kinga Tabor – 
  - Priyanka Maheswaran, matka Connie (odc. 43-44, 51, 68, 122, 140, 153),
  - Telefon (odc. 121),
  - Topaz (odc. 129),
  - Szmaragd (odc. 139),
  - Zlepek (odc. 151-152),
  - Opal (odc. 155),
  - Tłum (odc. 133, 137, 142, 151-152)
- Bożena Furczyk –
  - Perydot,
  - Nanefua Pizza (odc. 50, 58, 72, 86, 133, 144, 151-152),
  - Łyżka w serialu „Płaczący śniadaniowi przyjaciele” (odc. 63),
  - Klejnoty (odc. 74),
  - Tłum (odc. 47, 51, 72, 133, 137, 142)
- Paweł Wiśniewski – 
  - Burmistrz Bill Dewey (odc. 47, 50-51, 58, 65, 133, 144),
  - Quentin Smutny (odc. 108),
  - Tłum (odc. 137)
- Jakub Szydłowski – 
  - Kwaśna Śmietana (odc. 47, 54, 86, 94, 126-127, 137, 142),
  - Marty (odc. 48, 86),
  - Gustaw (odc. 55),
  - Harold Smiley (odc. 72, 85, 108, 120),
  - Mieszkaniec Jersey (odc. 81),
  - Suitcase Sam (odc. 110),
  - Cebula (odc. 110, 127-128, 151-152),
  - Mieszkaniec zoo (odc. 117),
  - Ametysty (odc. 118),
  - Wojownik (odc. 122),
  - Gra „Wściekłe nastolatki” (odc. 127),
  - Zakażony klejnot (odc. 136),
  - Zombie (odc. 137),
  - Imprezowicz (odc. 138),
  - Kamyczki (odc. 154-155),
  - Klejnoty ścienne (odc. 154),
  - Tłum (odc. 72, 133, 142, 151-152)
- Agnieszka Fajlhauer –
  - Kiki Pizza (odc. 47, 58, 72, 86, 90-91, 143-144, 148),
  - Vidalia (odc. 48, 66, 94, 143),
  - Barbara Miller (odc. 56, 72, 127, 142, 144),
  - Klejnoty (odc. 74),
  - Zlepek (odc. 80, 151-152),
  - Stewardessa (odc. 84),
  - Imprezowiczka (odc. 138),
  - Kamyczki (odc. 154-155),
  - Klejnoty ścienne (odc. 154),
  - Jadeity (odc. 155),
  - Lemon Jade (odc. 155),
  - Tłum (odc. 47, 51, 120, 133, 137, 142, 151-152)
- Krzysztof Szczerbiński – 
  - Lars Barriga,
  - Charakterny Hank Hackelshmidt (odc. 120),
  - Zombie (odc. 137),
  - Imprezowicz (odc. 138)
- Justyna Kowalska –
  - Lapis Lazuli ,
  - Jenny Pizza (odc. 47, 50-51, 54, 58, 69, 86, 88-91, 128, 137, 142, 144, 148),
  - Malachit (odc. 52, 62, 79),
  - Imprezowiczka (odc. 138)
- Stefan Pawłowski – 
  - Buck Dewey (odc. 47, 54, 65, 86, 88, 119, 126, 137, 142, 144),
  - Rekinogłowy (odc. 120),
  - Mieszkaniec Beach City (odc. 143),
  - Gra „Samotne Ostrze” (odc. 97),
  - Samotne Ostrze w grze „Samotne Ostrze” (odc. 97, 122)
- Agnieszka Zwolińska –
  - Sadie Miller (odc. 47, 50, 58),
  - Wojownik (odc. 59),
  - Fluoryt (odc. 131-132, 139, 141),
  - Biggs (odc. 150),
  - Stonogożuk (odc. 153)
- Maciej Więckowski –
  - Ochroniarz 1 (odc. 47),
  - Pan Fryman (odc. 50-51, 58, 90),
  - Yellowtail (odc. 86),
  - Andy DeMayo (odc. 111-112, 114),
  - F-3 (odc. 117),
  - Mieszkaniec zoo (odc. 117),
  - Ametysty (odc. 118),
  - Tłum (odc. 47, 51)
- Bartosz Wesołowski –
  - Ochroniarz 2 (odc. 47),
  - Tłum (odc. 47, 51)
- Laura Breszka –
  - Rose Kwarc (odc. 48, 61, 74, 94, 106, 122, 124, 146-147),
  - Różowa Diament (odc. 141, 146-147),
  - Zlepek (odc. 80),
  - Tłum (odc. 72)
- Janusz Wituch – 
  - Peedee Fryman,
  - Bekon w serialu „Płaczący śniadaniowi przyjaciele” (odc. 63),
  - Mężczyzna (odc. 133),
  - Imprezowicz (odc. 138),
  - Tłum (odc. 133, 137, 142)
- Anna Ułas –
  - Jaspis (odc. 51-52, 62, 93, 95-96, 101),
  - Malachit (odc. 52, 62, 79),
  - Martha Barriga, matka Larsa (odc. 88)
- Magdalena Pawelec – 
  - Rubin (odc. 52, 64, 74, 83, 116, 147, 149-152),
  - Gruszka w serialu „Płaczący śniadaniowi przyjaciele” (odc. 63)
  - Rubiny (odc. 74),
  - Doc (odc. 83, 102),
  - Nóżka (odc. 83, 102),
  - Oczko (odc. 83, 102-103),
  - Pępek (odc. 83, 102, 123),
  - Rąsia (odc. 83, 102),
  - Wielka Rubin (odc. 102)
- Ewa Lachowicz – 
  - Szafir (odc. 52, 64, 74, 83, 116, 118, 147-152),
  - Paulette, bohaterka serialu „Obozowy romans” (odc. 77),
  - Narratorka serialu „Obozowy romans” (odc. 77),
  - Mieszkanka zoo (odc. 117),
  - Tłum (odc. 151-152)
- Grzegorz Pawlak – Wujcio Dobra Rada (odc. 55)
- Mariusz Czajka – Torba Borba (odc. 55)
- Paweł Ciołkosz – Stefek Pizza (odc. 55)
- Przemysław Stippa –
  - Jamie (odc. 56, 65, 106, 128, 144, S05),
  - Samotne Ostrze (odc. 102-103),
  - Zoltron (odc. 108),
  - Billy, wilk z Wall Street (odc. 120),
  - Gra „Bokser” (odc. 127),
  - Derrick (odc. 138),
  - Imprezowicz (odc. 138),
  - Tłum (odc. 133, 137)
- Krzysztof Szczepaniak – Tłum (odc. 58-59, 65)
- Anna Terpiłowska –
  - Sardonyks (odc. 63, 105)
  - Sugilit (odc. 105)
- Marta Markowicz –
  - Lekarka (odc. 68),
  - Tłum (odc. 58-59, 65)
- Łukasz Talik –
  - Lekarz (odc. 68),
  - Tłum (odc. 58-59, 65)
- Agata Paszkowska –
  - Sadie Miller (odc. 72, 84, 88, 96, 108, 120, 126-128, 133, 137, 142, 157-160),
  - Klejnoty (odc. 74),
  - Zlepek (odc. 80)
- Ewa Serwa –
  - Żółta Diament (odc. 76, 118, 130, 151-155, 157-160),
  - Sunshine Justice (odc. 142)
- Maksymilian Bogumił – Reklama (odc. 85)
- Grzegorz Drojewski – Ricky, recepcjonista (odc. 87)
- Robert Jarociński – Lokaj (odc. 87)
- Krzysztof Cybiński
- Piotr Bąk –
  - Dante Barriga, ojciec Larsa (odc. 88),
  - Kofi Pizza (odc. 90),
  - Narrator w zapowiedzi serialu „Mały Lokaj” (odc. 94)
- Michał Malinowski – Kevin (odc. 89)
- Paulina Komenda – Kobieta (odc. 90)
- Mateusz Kwiecień –
  - Mężczyzna (odc. 90),
  - Groźna pięść w grze „Samotne Ostrze” (odc. 97)
- Anna Wodzyńska –
  - Wilkołaczyca w filmie „Kły miłości” (odc. 88),
  - Jane (odc. 91),
  - Tłum (odc. 58-59, 65)
- Monika Węgiel-Jarocińska –
  - Bizmut (odc. 102-103, 150-153, 157-160)
  - Zlepek (odc. 151-152),
  - Tłum (odc. 151-152)
- Maciej Kosmala – 
  - Cieciorka (odc. 110),
  - Dyńka (odc. 111-112, 119, 123, 135-136),
  - W-6 (odc. 117),
  - Mieszkaniec zoo (odc. 117),
  - Morska osa (odc. 120),
  - Doug Maheswaran, ojciec Connie (odc. 125)
- Monika Pikuła – 
  - Niebieska Diament (odc. 114, 118, 130, 145, 151-155, 157-160),
  - Fasolka (odc. 110),
  - Dziecko 1 (odc. 113)
- Joanna Domańska – Niebieska Agat (odc. 116, 118)
- Laura Samojłowicz – 
  - Miły głosik (odc. 117),
  - Skiny Jaspis (odc. 118)
- Joanna Sokołowska –
  - J-10 (odc. 117),
  - Karneol (odc. 118)
- Karolina Bacia –
  - Akwamaryn (odc. 127-129),
  - Imprezowiczka (odc. 138),
  - Tłum (odc. 120)
- Izabela Dąbrowska – 
  - Niebieska Cyrkonia (odc. 130, 146),
  - Żółta Cyrkonia (odc. 130),
  - Kobieta (odc. 133),
  - Wojownik (odc. 146)
- Ewa Prus – Oczko (odc. 130, 146)
- Angelika Kurowska – 
  - Padparadża (odc. 131-132, 139, 141, 157-160),
  - Imprezowiczka (odc. 138),
  - Tłum (odc. 133, 137, 142)
- Milena Staszuk – 
  - Rutylowe bliźniaczki (odc. 131-132, 139, 141),
  - Kobieta w filmie „Rozróba” (odc. 137)
- Anna Szymańczyk – Rodonit (odc. 131-132, 139, 141, 157-160)
- Aleksander Sosiński – Kevin (odc. 138)
- Elżbieta Futera-Jędrzejewska – Nefryt (odc. 153)
- Dominika Łakomska – Biała Diament (odc. 153, 157-160)
- Katarzyna Owczarz – Comby (odc. 154)
- Jakub Szyperski – Tęczokwarc 2.0 (odc. 157-160)
- Katarzyna Dąbrowska – Skaleń Słoneczna (odc. 157-160)

i inni
Wykonanie piosenek:
- „We Are the Crystal Gems” (wersja 2): Jan Rotowski, Agnieszka Kudelska, Katarzyna Łaska, Brygida Turowska, Andrzej Chudy (czołówka)
- „Kochać jak Ty”: Magdalena Wasylik (odc. 103; tyłówka w odc. 52-103)
- „Kochać jak Ty” (repryza): Magdalena Wasylik (tyłówka w odc. 151-156)
- „Kometa”: Andrzej Chudy, Jakub Jurzyk (odc. 48)
- „Destiny”: Andrzej Chudy (odc. 48)
- „Lapis Lazuli”: Jan Rotowski (odc. 49)
- „Wailing Stone”: Andrzej Chudy (odc. 49)
- „I dlatego wygram”: Agnieszka Kudelska (odc. 52)
- „Cała prawda”: Jan Rotowski (odc. 53)
- „The Jam Song”: Jan Rotowski, Dorota Furtak-Masica (odc. 59)
- „Dla niej to zrób”: Katarzyna Łaska, Dorota Furtak-Masica (odc. 59)
- „W czym mogę pomóc Ci?”: Olga Szomańska, Andrzej Chudy (odc. 61)
- „Tower of Mistakes”: Brygida Turowska (odc. 63)
- „Haven't You Noticed (I'm a Star)” (wersja 1): Małgorzata Nakonieczna (odc. 72)
- „Haven't You Noticed (I'm a Star)” (wersja 2): Agata Paszkowska (odc. 72)
- „Haven't You Noticed (I'm a Star)” (wersja 3): Jan Rotowski, Agata Paszkowska (odc. 72)
- „Something Entirely New”: Ewa Lachowicz, Magdalena Pawelec (odc. 74)
- „Peace and Love on the Planet Earth”: Jan Rotowski, Bożena Furczyk, Katarzyna Owczarz, Agnieszka Kudelska, Brygida Turowska (odc. 75)
- „Like a Burger”: Andrzej Chudy (odc. 87)
- „Don't Cost Nothing”: Andrzej Chudy, Jan Rotowski (odc. 87)
- „Empire City”: Andrzej Chudy, Jan Rotowski (odc. 87)
- „Mr. Greg”: Andrzej Chudy, Jan Rotowski, Katarzyna Łaska, Grzegorz Drojewski, Juliusz Kamil, Jakub Szydłowski (odc. 87)
- „It's Over Isn't It”: Katarzyna Łaska (odc. 87)
- „Both of You”: Jan Rotowski (odc. 87)
- „Don't Cost Nothing” (repryza): Andrzej Chudy, Jan Rotowski, Katarzyna Łaska (odc. 87)
- „I Think I Need a Little Change”: Andrzej Chudy (odc. 94)
- „Let Me Drive My Van (into Your Wash)”: Andrzej Chudy (odc. 94)
- „Here Comes a Thought”: Agnieszka Kudelska, Dorota Furtak-Masica (odc. 107)
- „I Could Never Be Ready”: Andrzej Chudy (odc. 113)
- „What's the Use of Feeling (Blue)?”: Ewa Serwa, Katarzyna Łaska (odc. 118)
- „Potluck”: Agata Paszkowska, Stefan Pawłowski (odc. 126)
- „The Working Dead”: Agata Paszkowska (odc. 137, 142)
- „Mega Sadie i Bandziory”: Agata Paszkowska, Stefan Pawłowski, Paulina Łaba (odc. 142)
- „G-G-G-Ghost”: Agata Paszkowska (odc. 142)
- „That Distant Shore”: Paulina Łaba (odc. 145)
- „Ruby Rider”: Magdalena Pawelec, Andrzej Chudy, Jan Rotowski, Brygida Turowska (odc. 149)
- „Let’s Only Think About Love”: Jan Rotowski, Katarzyna Łaska, Brygida Turowska, Andrzej Chudy, Monika Węgiel-Jarocińska (odc. 151-152)
- „Familiar”: Jan Rotowski, Katarzyna Owczarz (odc. 154)
- „Ucieczka”: Dorota Furtak-Masica (odc. 156)
- „Let Me Drive My Van (into Your Heart)” (wersja 2): Agata Paszkowska (odc. 157-160)
- „We Are the Crystal Gems” (wersja rozszerzona 2): Jan Rotowski (odc. 157-160)
- „Change Your Mind”: Jan Rotowski (odc. 157-160)
- „We Are the Crystal Gems” (wersja rozszerzona 1): Jan Rotowski, Agnieszka Kudelska, Katarzyna Łaska, Brygida Turowska, Andrzej Chudy (odc. S01)
- „Nie poddamy się”: Jan Rotowski (odc. S11)

Lektor:
- Jakub Szydłowski (odc. 43-97, 100-101, 104-160),
- Tomasz Błasiak (odc. 98-99, 102-103)

## Spis odcinków
| Premiera odcinka    | Premiera odcinka | Nr  | Polski tytuł                                | Angielski tytuł                |
| ------------------- | ---------------- | --- | ------------------------------------------- | ------------------------------ |
|                     |                  |     |                                             |                                |
| ODCINEK PILOTAŻOWY  |                  |     |                                             |                                |
|                     |                  |     |                                             |                                |
| 21.05.2013          | –                | 00  | Czasowe coś                                 | The Time Thing                 |
|                     |                  |     |                                             |                                |
| SERIA PIERWSZA      |                  |     |                                             |                                |
|                     |                  |     |                                             |                                |
| 04.11.2013          | 19.08.2014       | 01  | Blask klejnotu                              | Gem Glow                       |
|                     |                  |     |                                             |                                |
| 04.11.2013          | 16.08.2014       | 02  | Laserowe działo                             | Laser Light Cannon             |
|                     |                  |     |                                             |                                |
| 11.11.2013          | 17.08.2014       | 03  | Cheeseburgerowy plecak                      | Cheeseburger Backpack          |
|                     |                  |     |                                             |                                |
| 11.11.2013          | 20.08.2014       | 04  | Wspólne śniadanie                           | Together Breakfast             |
|                     |                  |     |                                             |                                |
| 18.11.2013          | 26.08.2014       | 05  | Frybo                                       | Frybo                          |
|                     |                  |     |                                             |                                |
| 25.11.2013          | 21.08.2014       | 06  | Kotopalce                                   | Cat Fingers                    |
|                     |                  |     |                                             |                                |
| 02.12.2013          | 22.08.2014       | 07  | Przyjaciele z bańki                         | Bubble Buddies                 |
|                     |                  |     |                                             |                                |
| 13.01.2014          | 25.08.2014       | 08  | Poważny Steven                              | Serious Steven                 |
|                     |                  |     |                                             |                                |
| 20.01.2014          | 29.08.2014       | 09  | Tygrys milioner                             | Tiger Millionaire              |
|                     |                  |     |                                             |                                |
| 27.01.2014          | 01.09.2014       | 10  | Lew Stevena                                 | Steven’s Lion                  |
|                     |                  |     |                                             |                                |
| 17.02.2014          | 27.08.2014       | 11  | Mania grania                                | Arcade Mania                   |
|                     |                  |     |                                             |                                |
| 24.02.2014          | 28.08.2014       | 12  | Olbrzymka                                   | Giant Woman                    |
|                     |                  |     |                                             |                                |
| 03.03.2014          | 10.10.2014       | 13  | Sezon na urodziny                           | So Many Birthdays              |
|                     |                  |     |                                             |                                |
| 10.03.2014          | 07.10.2014       | 14  | Lars i fajne dzieciaki                      | Lars and the Cool Kids         |
|                     |                  |     |                                             |                                |
| 17.03.2014          | 14.10.2014       | 15  | Handel z Cebulą                             | Onion Trade                    |
|                     |                  |     |                                             |                                |
| 09.04.2014          | 02.09.2014       | 16  | Steven wojownik                             | Steven the Sword Fighter       |
|                     |                  |     |                                             |                                |
| 23.04.2014          | 08.10.2014       | 17  | Lew 2: film                                 | Lion 2: The Movie              |
|                     |                  |     |                                             |                                |
| 30.04.2014          | 15.10.2014       | 18  | Impreza na plaży                            | Beach Party                    |
|                     |                  |     |                                             |                                |
| 14.05.2014          | 09.10.2014       | 19  | Pokój Rose                                  | Rose’s Room                    |
|                     |                  |     |                                             |                                |
| 21.08.2014          | 13.10.2014       | 20  | Trener Steven                               | Coach Steven                   |
|                     |                  |     |                                             |                                |
| 28.08.2014          | 21.10.2014       | 21  | Ofiara żartu                                | Joking Victim                  |
|                     |                  |     |                                             |                                |
| 04.09.2014          | 16.10.2014       | 22  | Steven i Steveni                            | Steven and the Stevens         |
|                     |                  |     |                                             |                                |
| 11.09.2014          | 17.10.2014       | 23  | Kumpel potwór                               | Monster Buddies                |
|                     |                  |     |                                             |                                |
| 18.09.2014          | 20.10.2014       | 24  | Prawie jak pocałunek                        | An Indirect Kiss               |
|                     |                  |     |                                             |                                |
| 25.09.2014          | 22.10.2014       | 25  | Klejnot lustra                              | Mirror Gem                     |
|                     |                  |     |                                             |                                |
| 25.09.2014          | 23.10.2014       | 26  | Klejnot oceanu                              | Ocean Gem                      |
|                     |                  |     |                                             |                                |
| SERIA PIERWSZA B    |                  |     |                                             |                                |
|                     |                  |     |                                             |                                |
| 02.10.2014          | 11.05.2015       | 27  | Gość                                        | House Guest                    |
|                     |                  |     |                                             |                                |
| 09.10.2014          | 12.05.2015       | 28  | Wyścig kosmiczny                            | Space Race                     |
|                     |                  |     |                                             |                                |
| 16.10.2014          | 14.05.2015       | 29  | Tajna Drużyna                               | Secret Team                    |
|                     |                  |     |                                             |                                |
| 23.10.2014          | 19.05.2015       | 30  | Przygoda na wyspie                          | Island Adventure               |
|                     |                  |     |                                             |                                |
| 30.10.2014          | 13.05.2015       | 31  | Beach City i jego dziwadła                  | Keep Beach City Weird!         |
|                     |                  |     |                                             |                                |
| 06.11.2014          | 15.05.2015       | 32  | Kuchnia łączenia                            | Fusion Cuisine                 |
|                     |                  |     |                                             |                                |
| 13.11.2014          | 22.05.2015       | 33  | Świat Granat                                | Garnet’s Universe              |
|                     |                  |     |                                             |                                |
| 20.11.2014          | 21.05.2015       | 34  | Arbuzowy Steven                             | Watermelon Steven              |
|                     |                  |     |                                             |                                |
| 04.12.2014          | 18.05.2015       | 35  | Lew 3: prosto do nagrania                   | Lion 3: Straight to Video      |
|                     |                  |     |                                             |                                |
| 08.01.2015          | 25.05.2015       | 36  | Podróż teleporterem                         | Warp Tour                      |
|                     |                  |     |                                             |                                |
| 15.01.2015          | 20.05.2015       | 37  | Razem osobno                                | Alone Together                 |
|                     |                  |     |                                             |                                |
| 22.01.2015          | 26.05.2015       | 38  | Test                                        | The Test                       |
|                     |                  |     |                                             |                                |
| 29.01.2015          | 27.05.2015       | 39  | Wizja przyszłości                           | Future Vision                  |
|                     |                  |     |                                             |                                |
| 05.02.2015          | 07.11.2015       | 40  | Na szlaku                                   | On the Run                     |
|                     |                  |     |                                             |                                |
| 12.02.2015          | 07.11.2015       | 41  | Klub horrorów                               | Horror Club                    |
|                     |                  |     |                                             |                                |
| 19.02.2015          | 08.11.2015       | 42  | Prognoza pogody                             | Winter Forecast                |
|                     |                  |     |                                             |                                |
| 26.02.2015          | 08.11.2015       | 43  | Maksymalna pojemność                        | Maximum Capacity               |
|                     |                  |     |                                             |                                |
| 05.03.2015          | 14.11.2015       | 44  | Kulki w natarciu                            | Marble Madness                 |
|                     |                  |     |                                             |                                |
| 09.03.2015          | 14.11.2015       | 45  | Miecz Rose                                  | Rose’s Scabbard                |
|                     |                  |     |                                             |                                |
| 19.03.2015          | 15.11.2015       | 46  | Nowe zakończenie                            | Open Book                      |
|                     |                  |     |                                             |                                |
| 16.04.2015          | 15.11.2015       | 47  | Koszulkowy klub                             | Shirt Club                     |
|                     |                  |     |                                             |                                |
| 09.04.2015          | 21.11.2015       | 48  | Bajka na dobranoc                           | Story for Steven               |
|                     |                  |     |                                             |                                |
| 10.03.2015          | 21.11.2015       | 49  | Wiadomość                                   | The Message                    |
|                     |                  |     |                                             |                                |
| 11.03.2015          | 22.11.2015       | 50  | Siła polityki                               | Political Power                |
|                     |                  |     |                                             |                                |
| 12.03.2015          | 22.11.2015       | 51  | Powrót                                      | The Return                     |
|                     |                  |     |                                             |                                |
| 12.03.2015          | 01.12.2015       | 52  | Wielka ucieczka                             | Jail Break                     |
|                     |                  |     |                                             |                                |
| SERIA DRUGA         |                  |     |                                             |                                |
|                     |                  |     |                                             |                                |
| 13.03.2015          | 24.01.2016       | 53  | Cała prawda                                 | Full Disclosure                |
|                     |                  |     |                                             |                                |
| 26.03.2015          | 24.01.2016       | 54  | Zabawa                                      | Joy Ride                       |
|                     |                  |     |                                             |                                |
| 02.04.2015          | 06.01.2017       | 55  | Zawołaj Wujcia                              | Say Uncle                      |
|                     |                  |     |                                             |                                |
| 23.04.2015          | 30.01.2016       | 56  | Listy miłosne                               | Love Letters                   |
|                     |                  |     |                                             |                                |
| 30.04.2015          | 30.01.2016       | 57  | Nowa Ametyst                                | Reformed                       |
|                     |                  |     |                                             |                                |
| 15.06.2015          | 31.01.2016       | 58  | Rycerz Connie                               | Sworn to the Sword             |
|                     |                  |     |                                             |                                |
| 16.06.2015          | 31.01.2016       | 59  | Nadchodzi przypływ, niebo spadnie na ziemię | Rising Tides, Crashing Skies   |
|                     |                  |     |                                             |                                |
| 17.06.2015          | 06.02.2016       | 60  | Razem czy osobno?                           | Keeping It Together            |
|                     |                  |     |                                             |                                |
| 18.06.2015          | 06.02.2016       | 61  | Musimy porozmawiać                          | We Need to Talk                |
|                     |                  |     |                                             |                                |
| 19.06.2015          | 07.02.2016       | 62  | Piżama party                                | Chille Tid                     |
|                     |                  |     |                                             |                                |
| 13.07.2015          | 07.02.2016       | 63  | Wołanie o pomoc                             | Cry For Help                   |
|                     |                  |     |                                             |                                |
| 14.07.2015          | 13.02.2016       | 64  | Wycieczka do Keystone                       | Keystone Motel                 |
|                     |                  |     |                                             |                                |
| 15.07.2015          | 21.02.2016       | 65  | Przyjaciel Cebuli                           | Onion Friend                   |
|                     |                  |     |                                             |                                |
| 16.07.2015          | 13.02.2016       | 66  | Fikcja historyczna                          | Historical Friction            |
|                     |                  |     |                                             |                                |
| 17.07.2015          | 21.02.2016       | 67  | Przyjaźń                                    | Friend Ship                    |
|                     |                  |     |                                             |                                |
| 10.09.2015          | 28.02.2016       | 68  | Szpital z koszmarów                         | Nightmare Hospital             |
|                     |                  |     |                                             |                                |
| 17.09.2015          | 14.06.2016       | 69  | Piosenka Sadie                              | Sadie’s Song                   |
|                     |                  |     |                                             |                                |
| 24.09.2015          | 28.02.2016       | 70  | Złap mnie, jeśli potrafisz                  | Catch and Release              |
|                     |                  |     |                                             |                                |
| 01.10.2015          | 05.03.2016       | 71  | Kiedy pada deszcz                           | When It Rains                  |
|                     |                  |     |                                             |                                |
| 08.10.2015          | 05.03.2016       | 72  | Powrót do stodoły                           | Back to the Barn               |
|                     |                  |     |                                             |                                |
| 15.10.2015          | 16.06.2016       | 73  | Za daleko                                   | Too Far                        |
|                     |                  |     |                                             |                                |
| 04.01.2016          | 13.06.2016       | 74  | Odpowiedź                                   | The Answer                     |
|                     |                  |     |                                             |                                |
| 05.01.2016          | 13.06.2016       | 75  | Urodziny Stevena                            | Steven’s Birthday              |
|                     |                  |     |                                             |                                |
| 06.01.2016          | 14.06.2016       | 76  | A mogło być tak pięknie                     | It Could’ve Been Great         |
|                     |                  |     |                                             |                                |
| 07.01.2016          | 15.06.2016       | 77  | Wiadomość odebrano                          | Message Received               |
|                     |                  |     |                                             |                                |
| 08.01.2016          | 20.06.2016       | 78  | Data wpisu 7 15 2                           | Log Date 7 15 2                |
|                     |                  |     |                                             |                                |
| SERIA TRZECIA       |                  |     |                                             |                                |
|                     |                  |     |                                             |                                |
| 12.05.2016          | 16.06.2016       | 79  | Arbuzowa wyspa                              | Super Watermelon Island        |
|                     |                  |     |                                             |                                |
| 12.05.2016          | 17.06.2016       | 80  | Świder klejnotów                            | Gem Drill                      |
|                     |                  |     |                                             |                                |
| 19.05.2016          | 17.06.2016       | 81  | Stara dobra Ziemia                          | Same Old World                 |
|                     |                  |     |                                             |                                |
| 26.05.2016          | 20.06.2016       | 82  | Przyjaciółki ze stodoły                     | Barn Mates                     |
|                     |                  |     |                                             |                                |
| 02.06.2016          | 15.06.2016       | 83  | Rozkaz Diamentu                             | Hit the Diamond                |
|                     |                  |     |                                             |                                |
| 18.07.2016          | 14.01.2017       | 84  | Latający Steven                             | Steven Floats                  |
|                     |                  |     |                                             |                                |
| 18.07.2016          | 14.01.2017       | 85  | Powrót do przeszłości                       | Drop Beat Dad                  |
|                     |                  |     |                                             |                                |
| 19.07.2016          | 15.01.2017       | 86  | Pan Greg                                    | Mr. Greg                       |
|                     |                  |     |                                             |                                |
| 20.07.2016          | 14.01.2017       | 87  | Krasnoludki                                 | Too Short to Ride              |
|                     |                  |     |                                             |                                |
| 21.07.2016          | 15.01.2017       | 88  | Inny Lars                                   | The New Lars                   |
|                     |                  |     |                                             |                                |
| 22.07.2016          | 15.01.2017       | 89  | Wyścig w Beach City                         | Beach City Drift               |
|                     |                  |     |                                             |                                |
| 25.07.2016          | 21.01.2017       | 90  | Wojny barowe                                | Restaurant Wars                |
|                     |                  |     |                                             |                                |
| 26.07.2016          | 21.01.2017       | 91  | Kiki rozwozi pizzę                          | Kiki’s Pizza Delivery Service  |
|                     |                  |     |                                             |                                |
| 27.07.2016          | 21.01.2017       | 92  | Spotkanie po latach                         | Monster Reunion                |
|                     |                  |     |                                             |                                |
| 28.07.2016          | 22.01.2017       | 93  | Morska wycieczka                            | Alone at Sea                   |
|                     |                  |     |                                             |                                |
| 29.07.2016          | 22.01.2017       | 94  | Niańka Greg                                 | Greg the Babysitter            |
|                     |                  |     |                                             |                                |
| 01.08.2016          | 22.01.2017       | 95  | Polowanie na klejnoty                       | Gem Hunt                       |
|                     |                  |     |                                             |                                |
| 02.08.2016          | 28.01.2017       | 96  | Wystarczy wyluzować                         | Crack the Whip                 |
|                     |                  |     |                                             |                                |
| 03.08.2016          | 28.01.2017       | 97  | Steven kontra Ametyst                       | Steven vs. Amethyst            |
|                     |                  |     |                                             |                                |
| 04.08.2016          | 04.02.2017       | 98  | Bizmut                                      | Bismuth: Part 1                |
| 04.08.2016          | 04.02.2017       | 99  | Bizmut                                      | Bismuth: Part 2                |
|                     |                  |     |                                             |                                |
| 08.08.2016          | 28.01.2017       | 100 | Przedszkole Beta                            | Beta                           |
|                     |                  |     |                                             |                                |
| 08.08.2016          | 29.01.2017       | 101 | Klejnoty z planety Ziemia                   | Earthlings                     |
|                     |                  |     |                                             |                                |
| 09.08.2016          | 29.01.2017       | 102 | Powrót na księżyc                           | Back to the Moon               |
|                     |                  |     |                                             |                                |
| 10.08.2016          | 29.01.2017       | 103 | W bańce                                     | Bubbled                        |
|                     |                  |     |                                             |                                |
| SERIA CZWARTA       |                  |     |                                             |                                |
|                     |                  |     |                                             |                                |
| 11.08.2016          | 04.09.2017       | 104 | Przedszkolne zabawy                         | Kindergarten Kid               |
|                     |                  |     |                                             |                                |
| 12.08.2016          | 04.09.2017       | 105 | Nowa fuzja                                  | Know Your Fusion               |
|                     |                  |     |                                             |                                |
| 18.08.2016          | 05.09.2017       | 106 | Dziennik Buddy’ego                          | Buddy’s Book                   |
|                     |                  |     |                                             |                                |
| 25.08.2016          | 05.09.2017       | 107 | Świadoma edukacja                           | Mindful Education              |
|                     |                  |     |                                             |                                |
| 01.09.2016          | 06.09.2017       | 108 | Wróżbita Zoltron                            | Future Boy Zoltron             |
|                     |                  |     |                                             |                                |
| 08.09.2016          | 06.09.2017       | 109 | Nowa Perła                                  | Last One Out of Beach City     |
|                     |                  |     |                                             |                                |
| 15.09.2016          | 07.09.2017       | 110 | Przyjaciele Cebuli                          | Onion Gang                     |
|                     |                  |     |                                             |                                |
| 17.11.2016          | 20.09.2017       | 111 | Zbiory                                      | Gem Harvest                    |
| 17.11.2016          | 20.09.2017       | 112 | Zbiory                                      | Gem Harvest                    |
|                     |                  |     |                                             |                                |
| 01.12.2016          | 07.09.2017       | 113 | Trzy Klejnoty i dziecko                     | Three Gems and a Baby          |
|                     |                  |     |                                             |                                |
| 30.01.2017          | 08.09.2017       | 114 | Sen Stevena                                 | Steven’s Dream                 |
|                     |                  |     |                                             |                                |
| 30.01.2017          | 08.09.2017       | 115 | Przygody z prędkością światła               | Adventures in Light Distortion |
|                     |                  |     |                                             |                                |
| 31.01.2017          | 11.09.2017       | 116 | Skok na zoo                                 | Gem Heist                      |
|                     |                  |     |                                             |                                |
| 01.02.2017          | 11.09.2017       | 117 | Zoo                                         | The Zoo                        |
|                     |                  |     |                                             |                                |
| 02.02.2017          | 12.09.2017       | 118 | To już wszystko                             | That Will Be All               |
|                     |                  |     |                                             |                                |
| 10.02.2017          | 12.09.2017       | 119 | Nowe Kryształowe Klejnoty                   | The New Crystal Gems           |
|                     |                  |     |                                             |                                |
| 17.02.2017          | 14.09.2017       | 120 | Pokojowe zawirowania                        | Storm in the Room              |
|                     |                  |     |                                             |                                |
| 24.02.2017          | 13.09.2017       | 121 | Klejnaldo                                   | Rocknaldo                      |
|                     |                  |     |                                             |                                |
| 03.03.2017          | 13.09.2017       | 122 | Tygrys Dobroczyńca                          | Tiger Philanthropist           |
|                     |                  |     |                                             |                                |
| 10.03.2017          | 14.09.2017       | 123 | Pępek i jej nowy dom                        | Room for Ruby                  |
|                     |                  |     |                                             |                                |
| 08.05.2017          | 15.09.2017       | 124 | Lewek 4: Inne zakończenie                   | Lion 4: Alternate Ending       |
|                     |                  |     |                                             |                                |
| 09.05.2017          | 15.09.2017       | 125 | Misja Douga                                 | Doug Out                       |
|                     |                  |     |                                             |                                |
| 10.05.2017          | 18.09.2017       | 126 | Fajny Lars                                  | The Good Lars                  |
|                     |                  |     |                                             |                                |
| 11.05.2017          | 18.09.2017       | 127 | Jesteś moim tatą?                           | Are You My Dad?                |
|                     |                  |     |                                             |                                |
| 11.05.2017          | 19.09.2017       | 128 | Jestem moją mamą                            | I Am My Mom                    |
|                     |                  |     |                                             |                                |
| SERIA PIĄTA         |                  |     |                                             |                                |
|                     |                  |     |                                             |                                |
| 29.05.2017          | 23.07.2018       | 129 | Wetknięci                                   | Stuck Together                 |
|                     |                  |     |                                             |                                |
| 29.05.2017          | 23.07.2018       | 130 | Proces                                      | The Trial                      |
|                     |                  |     |                                             |                                |
| 29.05.2017          | 24.07.2018       | 131 | Defekty                                     | Off Colors                     |
|                     |                  |     |                                             |                                |
| 29.05.2017          | 24.07.2018       | 132 | Głowa Larsa                                 | Lars’ Head                     |
|                     |                  |     |                                             |                                |
| 15.12.2017          | 25.07.2018       | 133 | Na Pomoc Burmistrzowi                       | Dewey Wins                     |
|                     |                  |     |                                             |                                |
| 15.12.2017          | 25.07.2018       | 134 | Wakacje Klejnotów                           | Gemcation                      |
|                     |                  |     |                                             |                                |
| 22.12.2017          | 26.07.2018       | 135 | Stodoła w Górę                              | Raising the Barn               |
|                     |                  |     |                                             |                                |
| 22.12.2017          | 26.07.2018       | 136 | Powrót do Przedszkola                       | Back to the Kindergarten       |
|                     |                  |     |                                             |                                |
| 29.12.2017          | 27.07.2018       | 137 | Sadie Daje Czadu                            | Sadie Killer                   |
|                     |                  |     |                                             |                                |
| 29.12.2017          | 27.07.2018       | 138 | Imprezka u Kevina                           | Kevin Party                    |
|                     |                  |     |                                             |                                |
| 05.01.2018          | 28.07.2018       | 139 | Gwiezdny Lars                               | Lars of the Stars              |
|                     |                  |     |                                             |                                |
| 05.01.2018          | 28.07.2018       | 140 | Dżungloksiężyc                              | Jungle Moon                    |
|                     |                  |     |                                             |                                |
| 09.04.2018          | 18.11.2019       | 141 | Mama bohaterka                              | Your Mother and Mine           |
|                     |                  |     |                                             |                                |
| 16.04.2018          | 18.11.2019       | 142 | Wielki Występ                               | The Big Show                   |
|                     |                  |     |                                             |                                |
| 23.04.2018          | 19.11.2019       | 143 | Nie do przewidzenia                         | Pool Hopping                   |
|                     |                  |     |                                             |                                |
| 30.04.2018          | 19.11.2019       | 144 | List do Larsa                               | Letters to Lars                |
|                     |                  |     |                                             |                                |
| 07.05.2018          | 20.11.2019       | 145 | Bez powrotu                                 | Can’t Go Back                  |
|                     |                  |     |                                             |                                |
| 07.05.2018          | 20.11.2019       | 146 | Zwykła Rose                                 | A Single Pale Rose             |
|                     |                  |     |                                             |                                |
| 02.07.2018          | 21.11.2019       | 147 | Rozpadamy się                               | Now We’re Only Falling Apart   |
|                     |                  |     |                                             |                                |
| 03.07.2018          | 21.11.2019       | 148 | W czym problem?                             | What’s Your Problem?           |
|                     |                  |     |                                             |                                |
| 04.07.2018          | 22.11.2019       | 149 | Pytanie                                     | The Question                   |
|                     |                  |     |                                             |                                |
| 05.07.2018          | 22.11.2019       | 150 | Najtwardsza druhna                          | Made of Honor                  |
|                     |                  |     |                                             |                                |
| 06.07.2018          | 23.11.2019       | 151 | Znowu razem                                 | Reunited                       |
| 06.07.2018          | 23.11.2019       | 152 | Znowu razem                                 | Reunited                       |
|                     |                  |     |                                             |                                |
| 17.12.2018          | 24.11.2019       | 153 | Nogi stąd do Homeworldu                     | Legs from Here to Homeworld    |
|                     |                  |     |                                             |                                |
| 24.12.2018          | 24.11.2019       | 154 | Skądś to znam                               | Familiar                       |
|                     |                  |     |                                             |                                |
| 31.12.2018          | 25.11.2019       | 155 | Razem, ale osobno                           | Together Alone                 |
|                     |                  |     |                                             |                                |
| 07.01.2019          | 25.11.2019       | 156 | Ucieczka                                    | Escapism                       |
|                     |                  |     |                                             |                                |
| 21.01.2019          | 17.05.2020       | 157 | Zmiana zdania                               | Change Your Mind               |
| 21.01.2019          | 17.05.2020       | 158 | Zmiana zdania                               | Change Your Mind               |
| 21.01.2019          | 17.05.2020       | 159 | Zmiana zdania                               | Change Your Mind               |
| 21.01.2019          | 17.05.2020       | 160 | Zmiana zdania                               | Change Your Mind               |
|                     |                  |     |                                             |                                |
| FILM PEŁNOMETRAŻOWY |                  |     |                                             |                                |
|                     |                  |     |                                             |                                |
| 02.09.2019          | 17.05.2020       | F1  | Steven Universe: Film                       | Steven Universe: The Movie     |
|                     |                  |     |                                             |                                |